# Buellia peregrina
Buellia peregrina är en lavart som beskrevs av Bungartz & V. Wirth. Buellia peregrina ingår i släktet Buellia och familjen Physciaceae.   Inga underarter finns listade i Catalogue of Life.